# Lumumbowo
Lumumbowo – potoczna nazwa osiedla studenckiego w Łodzi. Nazwa pochodzi od ulicy Patrice’a Lumumby, która przechodzi przez środek osiedla akademickiego Uniwersytetu Łódzkiego. Znajdują się tu też akademiki Uniwersytetu Medycznego i Politechniki Łódzkiej. Wschodnią część osiedla zajmuje ul. Strajku Łódzkich Studentów w 1981 roku, która przed rokiem 2018 nosiła nazwę ulicy Rodzeństwa Fibaków, a północną część ulica Styrska. 
Osiedle jest zintegrowanym zespołem domów studenckich uzupełnionym odpowiednią infrastrukturą techniczną.

## Historia
Osiedle powstało w latach 50. XX wieku. Pierwszym wybudowanym akademikiem był „Tygrys” (1951), potem powstały „Balbina” (1952) i „Medyk” oraz „Synapsa” (1953). Dzisiejsza ulica Patrice’a Lumumby przed I wojną nosiła nazwę Dolne Stoki, natomiast w czasie okupacji niemieckiej Wulfilastrasse. Przed nadaniem obecnej nazwy, ulica nosiła nazwę Bystrzycka. W latach 80. XX wieku Jerzy Czubak organizował tu niezależny festiwal studencki Lodzstock. 1 marca 1988 roku w klubie Balbina odbył się pierwszy koncert zespołu Big Cyc. Miejsce to zostało przez grupę w 1998 roku upamiętnione specjalną tablicą. W 1991 roku Władysław Pasikowski kręcił sceny z Bogusławem Lindą i Cezarym Pazurą do swojego filmowego debiutu Kroll. W 1997 roku w studenckim klubie Balbina doszło do spotkania Leszka Millera ze Stefanem Niesiołowskim.
Od 1989 roku na osiedlu przeprowadzany jest coroczny turniej piłkarski pomiędzy domami studenckimi, zwany "Lumumby Cup". Podczas rozdania nagród, w 1999 roku, puchar najlepszej drużynie wręczyli Zbigniew Boniek oraz ówczesny minister sportu Jacek Dębski. Z powodu pandemii turniej przerwano w 2020 roku (edycja nie odbyła się). W 2025 roku zdecydowano o ponownym zorganizowaniu wydarzenia, a Lumumby Cup znalazło się w ramówce wydarzeń towarzyszących juwenaliom. 
Podczas juwenaliów w 2004 roku na osiedlu doszło do tragicznych zdarzeń. Podczas tłumienia zamieszek wywołanych przez dużą grupę kiboli, policja przez pomyłkę użyła ostrej amunicji zamiast kul gumowych. W wyniku strzałów oddanych z broni gładkolufowej zginęły 2 osoby: 23-letnia kobieta i 19-letni mężczyzna, kibic Widzewa. W 1995 roku na terenie osiedla doszło do brutalnego morderstwa, dokonanego przez ochroniarza jednego ze studenckim klubów. Sprawcę okrzyknięto "Bestią z Lumumbowa". Mężczyznę skazano dopiero w 2022 roku, przez ponad 20 lat ukrywał się na terenie Rosji. 
28 maja 2025 roku z inicjatywy Rady Osiedla Akademickiego oraz Uczelnianej Rady Samorządu Studentów w Domu Studenta nr 2 "Balbina" UŁ, zamurowana została kapsuła czasu w związku z jubileuszem 80-lecia Uniwersytetu Łódzkiego. Otwarcie zaplanowano na stulecie uniwersytetu, w 2045 roku.

## Zabudowa i infrastruktura osiedla
Na osiedlu znajdują się m.in:
- dziewięć domów studenckich Uniwersytetu Łódzkiego (Balbina, Pretor, Sigma, Hades, Olimp, Alcatraz), dwa Uniwersytetu Medycznego w Łodzi (Medyk i Synapsa) i jeden należący do Politechniki Łódzkiej (Tygrys)[14];
- klub studencki Medyk;
- Stołówka studencka;
- Miejska Biblioteka Łódź-Śródmieście "Olimpia", zlokalizowana na parterze X Domu Studentckiego "Olimp" UŁ[15];
- przedszkole Uniwersytetu Łódzkiego;
- sklepy spożywcze;
- przychodnia lekarska NZOZ Poradnia Lekarzy Rodzinnych VITAPLUS[16].

Funkcjonują tutaj dwie centrale telefoniczne: uczelniana i akademicka – umożliwia to bezpłatne połączenia między poszczególnymi akademikami, jest także możliwość bezpłatnego połączenia z uczelniami.
Nieopodal, przy ul. Styrskiej znajduje się Centrum Wychowania Fizycznego i Sportu Uniwersytetu Łódzkiego ze stadionem lekkoatletycznym, boiskiem do piłki nożnej i halą sportową, w której znajdują się: pływalnia, siłownie oraz sale gimnastyczne z boiskami do siatkówki i koszykówki.
Lumumbowo znajduje się na obszarze rzymskokatolickiej parafii św. Teresy i św. Jana Bosko, przy której działa Duszpasterstwo Akademickie „Węzeł” prowadzone przez Zgromadzenie Salezjanów.
Na osiedlu przez bardzo wiele lat funkcjonowała przychodnia akademicka PaLMA, która do 2016 roku stanowiła Samodzielny Publiczny Zakład Opieki Zdrowotnej (SP ZOZ) dla szkół wyższych, a obecnie stanowi placówkę działającą w ramach Centrum Medycznego im. Ludwika Rydygiera. Kilka lat temu przychodnię przeniesiono do lokalu przy ul. Pomorskiej 59 (skrzyżowanie ul. Pomorskiej oraz ul. dr. Seweryna Sterlinga) w Łodzi.